# Estadio Luis Rodríguez Salvador
El Estadio Luis Rodríguez Salvador es el estadio de fútbol del Agrupación Deportiva Cartaya de Cartaya.
Inaugurado en 2005, el estadio tienen una capacidad para 3.072 personas. Con una dimensión de 105x68 y siendo de césped natural, el estadio rojinegro es de los más importantes de la provincia de Huelva.
Además, en el 2022 se inauguró una parcela de césped artificial anexa al estadio en la que la primera plantilla, filial y juvenil entrenan habitualmente.